# Ливенский кремль
Ливенский кремль (истор. Малый острожек) — бывший деревянный кремль в городе Ливны Орловской области.

## Описание
Ливенский кремль находился на скалистом мысу при впадении в Сосну речки Ливенки. Сегодня на этом месте находится городской парк. Сосна защищала кремль с южной стороны, а Ливенка — с восточной. С напольных сторон кремль был защищён рвом и крепостной стеной со сторожевыми башнями, стоявшей на высоком валу. Согласно чертежу XVI века, крепость имела форму неправильного шестиугольника с семью башнями, из которых три были проезжими. Главные ворота назывались Егорьевскими и были увенчаны дозорной вышкой с вестовым колоколом весом в 6 пудов 20 гривенок. Помимо них в кремле были Заливенские и Никольские ворота. В стене, обращённой к Ливенке, был отвод-бастион из брёвен. Из крепости к берегам Сосны и Ливенки спускался потайной подземный ход. Внутри кремля находились Троицкий собор и Свято-Успенский Сергиев монастырь с Никольским храмом. Внутри крепости размещался воевода и военный гарнизон в несколько тысяч пеших и конных стрельцов.

## История
Упомянутые в источниках древнерусские Ливны располагались в четырёх километрах от современного центра города при слиянии Ливны Лесной и Ливны Полевой (Ключевское городище) и были разрушены в ходе монгольского нашествия на Русь. В 1571 году в эпоху Ивана Грозного Ливны возродились как небольшая сторожа на месте будущего кремля. В 1586 году по указу царя Фёдора Иоанновича при впадении Ливенки в Сосну строится полноценная крепость. В том же указе велено заложить Воронежскую крепость. Работу по сооружению Ливенского острога возглавили воеводы Владимир Васильевич Кольцов-Мосальский и Лукьян Борисович Хрущёв. Первая крепость Ливен позже получила название малого острожка, поскольку уже в начале XVII века при Борисе Годунове вокруг посада также были вырыт ров и возведена дубовая стена, благодаря чему посад стал окольным городом. Его называли большим острогом.
Значение Ливенской крепости было очень велико, так как вблизи неё сходились две основные дороги, по которым осуществлялись крымско-ногайские набеги на Русь — Кальмиусский и Изюмский шляхи. Поэтому вокруг города постоянно имели место стычки с татарскими отрядами, а также осады самой крепости. В 1618 году к Ливнам подошли запорожские казаки под началом гетмана Петра Сагайдачного, которые после осады оставили от города пепелище.
После преодоления Смуты Ливенский кремль был восстановлен, а к 1659 году подвергся ремонту. В связи с построением Белгородской черты и продвижением границ государства на юг Ливенский кремль обветшал. Его стены были снесены 1680-х годах.